# Gunnel Hazelius-Berg
Gunnel Gunnarsdotter Hazelius-Berg (de soltera Hazelius; Estocolmo, 10 de mayo de 1905-7 de noviembre de 1997) fue una curadora de museo, investigadora textil y escritora sueca. Desarrolló toda su carrera profesional en el Museo Nórdico de Estocolmo. Como directora responsable de textiles, a lo largo de los años organizó varias exposiciones muy aclamadas. Hazelius-Berg se interesó especialmente por los trajes tradicionales suecos. Junto con su nuera Inga Arnö-Berg, en 1975 publicó Folkdräkter och bygdedräkter från hela Sverige, que fue traducido al inglés como Folk Costumes of Sweden: A Living Tradition (Trajes Folclóricos de Suecia: Una Tradición Viva).

## Biografía
Nacida el 10 de mayo de 1905 en Estocolmo, Gunnel Gunnarsdotter Hazelius era hija de Gunnar Hazelius y su esposa Gina, de soltera Broman. Su abuelo paterno, Artur Hazelius, había fundado y dirigido el Museo Nórdico y su padre se hizo cargo de él durante unos años hasta su temprana muerte, en febrero de 1905. Por lo tanto, Gunnel fue criada por su madre viuda después de que se instalaron en la casa de sus abuelos maternos. Le fue muy bien en idiomas modernos en la escuela de niñas a la que asistió y luego perfeccionó estas habilidades en viajes al extranjero. Su interés por las telas comenzó poco después de que se hiciera responsable de adquirirlas para los edificios históricos del museo al aire libre de Skansen. En 1929 se casó con el etnólogo Gösta Berg, con quien tuvo dos hijos: Jonas y Ann-Sofi.
En la década de 1930, Hazelius-Berg organizó una exhibición en forma de galería para las suntuosas colecciones de vestuario del Museo Nórdico. Cada traje se exhibió por separado, sobre maniquíes dentro de vitrinas con iluminación amortiguada. Complementó con retratos de época y una paleta de color acorde a la exhibición. En 1953 organizó una exposición especial de disfraces en Estocolmo, para la celebración del 700° aniversario de la ciudad. Se presentaron maniquíes de ciudadanos ataviados con atuendos tradicionales, que paseaban por las calles de la ciudad. También organizó importantes exposiciones de textiles de mesa (1955) y cortinas (1962).
Cuando su esposo fue nombrado director del Museo Nórdico en 1955, Hazelius-Berg administraba las existencias de telas del museo al aire libre de Skansen. Ocupó varios otros cargos destacados, incluido el de presidenta de la sociedad cultural de mujeres Nya Idun (1962-1969), presidenta de la rama sueca de Soroptimist International y presidenta internacional de esta misma institución entre 1969 y 1971. De 1972 a 1978, fue presidenta de la Asociación Nacional de Sociedades de Artesanía de Suecia.
Hazelius-Berg publicó varios libros sobre textiles y trajes suecos. Junto con su nuera Inga Arnö-Berg, en 1975 publicó Folkdräkter och bygdedräkter från hela Sverige (Trajes folclóricos de Suecia: una tradición viva).
Gunnel Hazelius-Berg murió en Estocolmo el 7 de noviembre de 1997.